# Deutsche Fußballmeisterschaft der A-Junioren 1980/81
Die deutsche Fußballmeisterschaft der A-Junioren 1981 war die 13. Auflage dieses Wettbewerbes. Meister wurde der VfB Stuttgart, der im Finale den FC Schalke 04 mit 4:0 besiegte.

## Teilnehmende Mannschaften
An der A-Jugendmeisterschaft nahmen die 16 Landesverbandsmeister teil.
| Regionalverband Nord                                                                                            | Regionalverband West                                                                                  | Regionalverband Südwest                                                                    | Regionalverband Süd | Berlin                        |
| --- | --- | ------------------------------------------------------------------------------------------ | --- | ----------------------------- |
| - Schleswig-Holstein: VfB Lübeck - Hamburg: FC St. Pauli - Bremen: Werder Bremen - Niedersachsen: VfL Wolfsburg | - Westfalen: FC Schalke 04 - Mittelrhein: Bayer 04 Leverkusen - Niederrhein: Borussia Mönchengladbach | - Rheinland: Spvgg Andernach - Südwest: 1. FC Kaiserslautern - Saarland: 1. FC Saarbrücken | - Hessen: Eintracht Frankfurt - Baden: Karlsruher SC - Südbaden: Freiburger FC - Württemberg: VfB Stuttgart - Bayern: FC Bayern München | - Berlin: Blau-Weiß 90 Berlin |

## Achtelfinale
Hinspiele: So 14.06. Rückspiele: So 21.06.
|                     | Gesamt          |                          | Hinspiel | Rückspiel |
| ------------------- | --------------- | ------------------------ | -------- | --------- |
| Karlsruher SC       | 3:3 (3:4 i. E.) | Borussia Mönchengladbach | 1:1      | 2:2       |
| VfB Stuttgart       | 11:00           | VfB Lübeck               | 7:0      | 4:0       |
| FC Bayern München   | 0:1             | 1. FC Kaiserslautern     | 0:0      | 0:1       |
| FC St. Pauli        | 3:3 (3:1 i. E.) | SV Bayer 04 Leverkusen   | 0:2      | 3:1       |
| Blau-Weiß 90 Berlin | 5:3             | VfL Wolfsburg            | 4:1      | 1:2       |
| Freiburger FC       | 3:1             | SV Werder Bremen         | 1:0      | 2:1       |
| FC Schalke 04       | 6:2             | Eintracht Frankfurt      | 3:1      | 3:1       |
| 1. FC Saarbrücken   | 7:4             | SpVgg Andernach          | 3:3      | 4:1       |

## Viertelfinale
Hinspiele: So 28.06. Rückspiele: Sa 04.07.
|                          | Gesamt |                   | Hinspiel | Rückspiel |
| ------------------------ | ------ | ----------------- | -------- | --------- |
| Borussia Mönchengladbach | 0:5    | VfB Stuttgart     | 0:5      | 0:0       |
| 1. FC Kaiserslautern     | 2:1    | FC St. Pauli      | 1:1      | 1:0       |
| Blau-Weiß 90 Berlin      | 3:0    | Freiburger FC     | 0:0      | 3:0       |
| FC Schalke 04            | 8:0    | 1. FC Saarbrücken | 3:0      | 5:0       |

## Halbfinale
Hinspiele: So 12.07. Rückspiele: So 19.07.
|                     | Gesamt |                      | Hinspiel | Rückspiel |
| ------------------- | ------ | -------------------- | -------- | --------- |
| VfB Stuttgart       | 4:1    | 1. FC Kaiserslautern | 2:0      | 2:1       |
| Blau-Weiß 90 Berlin | 4:8    | FC Schalke 04        | 4:4      | 0:4       |

## Finale
| VfB Stuttgart                                                        | VfB Stuttgart | FC Schalke 04 | FC Schalke 04 |
| -------------------------------------------------------------------- | --- | --- | ------------- |
| VfB Stuttgart                                                        | \| Sonnabend, 25. Juli 1981 um 16:00 Uhr in Karlsruhe (Wildparkstadion) \| \| Ergebnis: 4:0 (1:0) \| \| Zuschauer: 7.723 \| \| Schiedsrichter: Günter Linn (Altendiez) \|                     | \| Sonnabend, 25. Juli 1981 um 16:00 Uhr in Karlsruhe (Wildparkstadion) \| \| Ergebnis: 4:0 (1:0) \| \| Zuschauer: 7.723 \| \| Schiedsrichter: Günter Linn (Altendiez) \|                                                                           | FC Schalke 04 |
| VfB Stuttgart                                                        | Armin Jäger – Peter Rath – Norbert Beital, Heribert Stadler, Egon Flad – Arthur Jeske, Andreas Müller, Peter Secker – Udo Tochtermann, Uwe Bialon, Egbert Zimmermann Cheftrainer: Hans Arnold | Andreas Sandt – Sascha Jusufi – Michael Staubach, Frank Frye (35. Marco Gruska), Jürgen Wolf – Rainer Kaiser, Michael Opitz (59. Andreas Bordan), Gilbert Oesteroth – Volker Abramczik, Detlef Krella, Ludger Winkel Cheftrainer: Heinz Redepenning | FC Schalke 04 |
| VfB Stuttgart                                                        | 1:0 Udo Tochtermann (25.) 2:0 Arthur Jeske (50.) 3:0 Uwe Bialon (61.) 4:0 Egbert Zimmermann (79.)                                                                                             | | FC Schalke 04 |
| VfB Stuttgart                                                        | Secker | Frye | FC Schalke 04 |
| VfB Stuttgart                                                        | Zeitstrafe: Flad | Zeitstrafen: Frye, Staubach | FC Schalke 04 |
| Sonnabend, 25. Juli 1981 um 16:00 Uhr in Karlsruhe (Wildparkstadion) | | |               |
| Ergebnis: 4:0 (1:0)                                                  | | |               |
| Zuschauer: 7.723                                                     | | |               |
| Schiedsrichter: Günter Linn (Altendiez)                              | | |               |